# SM UB-42
SM UB-42 – niemiecki okręt podwodny typu UB II zbudowany w stoczni AG Weser (Werk 244) w Bremie w roku 1916. Zwodowany 4 marca 1916 roku, wszedł do służby w Kaiserliche Marine 23 marca 1916 roku. W czasie swojej służby, SM UB-42 odbył 13 patroli, w czasie których zatopił 11 statków o łącznej pojemności 16 047 BRT, uszkodził 1 okręt o wyporności 1200 ton oraz zajął jeden jako pryz o pojemności 97 BRT. Służbę rozpoczął w Flotylli Pola (niem. Deutsche U-Halbflotille Pola). 16 sierpnia 1916 roku okręt został przeniesiony do Flotylli Konstantynopol (niem. U-Halbflottille Konstantinopel), w ramach której operował do końca wojny.

## Budowa
SM UB-42 był siódmym z typu UB II zbudowanym w stoczni w Bremie jako następca typu UB I. Był średnim jednokadłubowym okrętem przeznaczonym do działań przybrzeżnych, o prostej konstrukcji, długości 36,13 metra, wyporności w zanurzeniu 263 ton, zasięgu 6940 Mm przy prędkości 5 węzłów na powierzchni oraz 45 Mm przy prędkości 4 węzłów w zanurzeniu. W typie II poprawiono i zmodernizowano wiele rozwiązań, które były uważane za wadliwe w typie I. Zwiększono moc silników, pojedynczy wał zastąpiono dwoma.

## Służba
23 marca 1916 roku UB-42 służbę rozpoczął we Flotylli Pola. W dniu przyjęcia okrętu do służby, dowódcą jednostki został mianowany kapitan (niem. Kapitänleutnant) Fritz Wernicke. Na stanowisku okrętu pozostawał do 13 maja 1917 roku. W czasie jego służby UB-42 zatopił sześć statków oraz uszkodził jeden okręt. Po trzech miesiącach służby na Morzu Śródziemnym został przeniesiony do Konstantynopola do Flotylli Konstantynopol i rozpoczął patrole na Morzu Czarnym. Pierwszym zatopionym przez UB-42 statkiem był rosyjski parowiec „Peter Darcy” o pojemności 731 BRT. Pochodzący z 1882 roku statek płynął z Konstancy do Odessy. 3 września 1916 roku został zatopiony na pozycji (45°28′N 30°18′E/45,466667 30,300000). 5 października u wejścia do Zatoki Karkinickiej, na pozycji (45°55′N 32°06′E/45,916667 32,100000), UB-42 zatopił rosyjski żaglowiec „St. Nikolei” o pojemności 150 BRT. Trzecim, a zarazem największym zatopionym statkiem był rosyjski parowiec „Czarita” (ros. Царица) o pojemności 2891 BRT. Jednostka została zbudowana w 1886 roku w Tyne Iron Shipbuilding Company jako „Port Augusta”, statek towarowy zbudowany dla William Milburn & Co z Londynu. W 1891 roku został sprzedany Russian Steam Navigation & Trading Co z Odessy, a w 1915 roku zarekwirowany przez Marynarkę Wojenna Imperium Rosyjskiego i oznaczony jako N75. Statek został storpedowany i zatonął na północny wschód od rumuńskiego portu Konstanca na pozycji (44°03′N 29°16′E/44,050000 29,266667).
W kwietniu 1917 roku okręt powrócił do służby na Morzu Śródziemnym. 1 kwietnia 2 mile na północ od wyspy Tilos zatrzymał i zatopił włoski żaglowiec „Flora” o pojemności 122 BRT. Statek płynął pod balastem między wyspami Simi a Mitylena, został zatrzymany i zatopiony.
14 kwietnia 1917 roku na pozycji (31°43′N 29°17′E/31,716667 29,283333) około 45 mil od portu w Aleksandrii UB-42 storpedował i uszkodził brytyjski slup typu Acacia, HMS „Veronica”. HMS „Veronica” był okrętem przystosowanym do osłony konwojów, służył jako trałowiec oraz statek-pułapka. Okręt został naprawiony i powrócił do służby.
14 maja na stanowisko dowódcy okrętu został mianowany, służący wcześniej na SM UB-14, kapitan Kurt Schwarz. Jego pierwszym sukcesem było zatopienie 24 czerwca brytyjskiego transportowca „Cestrian” o pojemności 8912 BRT. Zbudowany w 1896 roku w Harland & Wolff, Ltd. w Belfaście i pływający dla White Star Line transatlantyk, który płynął z ładunkiem koni dla wojsk brytyjskich w Egipcie, został storpedowany i zatopiony 4 mile na południowy wschód od wyspy Skyros. Na jesieni 1917 roku UB-42 ponownie został skierowany na akwen Morza Czarnego. W październiku i listopadzie zatopił 3 jednostki rosyjskie: dwa niewielkie żaglowce oraz 22 listopada parowiec „Siracusy” o pojemności 1086 BRT. Kurt Schwarz dowodził jednostką do 5 kwietnia 1918 roku. Następnego dnia na jego miejsce przybył kapitan Erich von Rohrscheidt. Jedynym sukcesem, jaki odniósł UB-42 pod jego dowództwem, było zajęcie 16 maja jako pryz niewielkiej pomocniczej rosyjskiej jednostki „Sergij” o pojemności 97 BRT. 3 lipca 1918 roku czwartym dowódcą okrętu został mianowany porucznik marynarki Herbert Nolde, który dowodził okrętem do 1 września. W czasie jego służby UB-42 nie odniósł żadnych zwycięstw. 2 września 1918 roku zastąpił go na 16 dni dowódca SM UC-23 Hans Georg Lübbe, który 18 września powrócił na swój okręt. Pod jego dowództwem UB-42 odniósł swoje ostatnie zwycięstwo. 7 września w Zatoce Salonickiej zatopił włoski statek „Vicenza” o pojemności 1833 BRT.
Ostatnim dowódcą okrętu 2 listopada 1918 roku został mianowany kapitan Peter Ernst Eiffe. 16 listopada w Sewastopolu okręt został przejęty przez Brytyjczyków i rozbrojony. Podobnie jak większość przejętych na Morzu Śródziemnym i Morzu Czarnym okrętów został odprowadzony na Maltę, gdzie w 1920 roku został zezłomowany.